# Pictetoperla
Pictetoperla is een geslacht van steenvliegen uit de familie borstelsteenvliegen (Perlidae). De wetenschappelijke naam van het geslacht is voor het eerst geldig gepubliceerd in 1964 door Illies.

## Soorten
Pictetoperla omvat de volgende soorten:
- Pictetoperla gayi (Pictet, 1841)
- Pictetoperla repanda (Banks, 1920)